# Harmònium

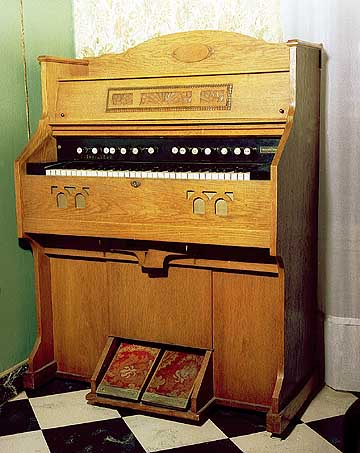
Harmònium holandès de 1930.

L'harmònium és un instrument de vent amb llengüetes lliures, accionat per mitjà d'unes manxes i d'un teclat, en aparença similar a l'orgue, però sense tubs i de mides molt més petites. El que el fa particular són les llengüetes lliures, que permeten mantenir de manera constant el nombre de vibracions encara que la pressió de l'aire que circula canviï. Tot i que, originalment, va ser concebut com un instrument domèstic, igual que el piano, l'harmònium es va imposar ràpidament en molts temples religiosos per la seva mida i preu, menors que els d'un orgue. Va ser patentat a París el 1840 per Alexandre-François Debain.
L'estructura general consta de tres parts: el mecanisme que permet produir i distribuir l'aire per unes llengüetes metàl·liques que produeixen el so; el salmer, on es troben les llengüetes, i el teclat (o teclats), amb els registres complementaris. L'entrada d'aire es produeix amb manxes accionades pel mateix intèrpret mitjançant pedals. Per aconseguir un so uniforme, l'aire de les manxes passa a una manxa intermèdia, anomenada secret o reservat, que manté una pressió constant. No obstant això, el registre anomenat expressió permet l'entrada de l'aire directament de les manxes a les llengüetes, de manera que l'intèrpret pot aconseguir sons més expressius (forte, piano, staccato...).
El vibrador es fixa sobre un marc rectangular, a través del qual gira lliurement cap enrere i cap endavant com un pèndol mentre vibra, mentre que les llengüetes lliures (similars a les de la família del clarinet), que s'utilitzen en orgues d'església, cobreixen tot l'orifici, la llengüeta lliure vibra als costats. L'impacte del corrent d'aire crea un moviment constant que produeix una successió de vibracions que emeten sons, la rapidesa de les quals determina el to de la nota musical. Hi ha una diferència essencial entre l'harmònium i l'orgue americà en la direcció d'aquest corrent; en el primer, l'aparell del vent força el corrent cap amunt i, en el segon, el xucla cap avall, des d'on es volen separar les varietats d'aquests instruments.
A partir de l'invent de Debain es van generar variacions de l'instrument que, en conjunt, es poden classificar en dos tipus: l'harmònium que fa circular l'aire a través de les llengüetes gràcies a la pressió de les manxes, i el que el fa circular per la succió d'aquestes. El més conegut a Europa, Àfrica, Àsia meridional o Amèrica del Sud, es coneix com a harmònium o, en francès, orgue expressif. El segon tipus es desenvolupà més a Amèrica del Nord, amb el nom de cottage organ o, també, parloir organ, tot i que el prototipus és francès (1835).
Aquest instrument també té un sistema de registres accionats mitjançant tiradors, que permeten el pas d'aire a uns o altres jocs de llengüetes. Amb aquest sistema, hom aconsegueix produir sons diferents en timbre, altura o matís, a més de poder dividir el teclat en dues seccions. Alguns harmòniums tenen, fins i tot, un registre que s'acciona amb els genolls i permet el pas d'aire per totes les llengüetes. D'aquesta manera, s'arriben a simular còmodament dos i fins a tres teclats diferents.

## Història
Originalment, l'harmònium es va desenvolupar a Alemanya, justament a principis del segle xviii. Va patir un sobtat canvi en la seva arquitectura quan els anglesos el van portar a l'Índia, on va tenir el seu primer contacte amb la població asiàtica. Ràpidament, l'harmònium original va patir certes modificacions i es transformà en un orgue "de pis" (l'instrument se situa a terra), on el cantant indi podia seure, tocar i cantar al mateix temps. L'escala tonal de les diverses cascades del pedal dins de l'estructura de l'harmònium es va canviar a l'escala tonal de do sostingut major (C# M). Ràpidament, va obtenir un auge esplèndid en tota l'Índia i al Pakistan i és típic de la música devocional.
Christian Gottlieb Kratzenstein (1723-1795), professor de fisiologia de Copenhaguen, va ser acreditat amb el primer instrument de llengüeta lliure construït al món occidental, després de guanyar el premi anual el 1780 de l'Acadèmia Imperial de Sant Petersburg. El disseny de l'harmònium incorpora llengüetes lliures i deriva de l'anterior orgue de regalia. Gabriel Joseph Grenié (1756-1837) exhibí un orgue similar el 1810. El va anomenar orgue expressif (orgue expressiu), perquè l'instrument era capaç de ser més expressiu, així com de produir un crescendo i diminuendo. Alexandre Debain va millorar l'instrument de Grenié i li va donar el nom d'harmònium quan va patentar la seva versió el 1840. Hi va haver un desenvolupament concurrent d'instruments similars. Un mecànic que havia treballat a la fàbrica d'Alexandre a París va emigrar als Estats Units i va concebre la idea d'una manxa d'aspiració, en comptes de la manxa normal que força l'aire cap a l'exterior a través de les llengüetes. A partir de 1885, l'empresa de Mason & Hamlin, de Boston, va fer els seus instruments amb la manxa d'aspiració, i aquest mètode de construcció aviat va substituir a tots els altres a Amèrica.
En l'actualitat, la versió índia ha recorregut tot el món, dins dels gèneres indostànics religiosos del Gazal, pakistanoindis del Qawali, i nord-indis del Kirtan.

## Funcionament
Per a aconseguir un so uniforme l'aire de les manxes passa a una manxa intermèdia denominada "secret" o "reservat" que manté una pressió constant. No obstant això, el registre anomenat "expressió" permet l'entrada de l'aire directament de les manxes a les llengüetes, amb el que l'intèrpret pot aconseguir sons més expressius (forte, piano, staccato...)
Compte també amb un sistema de registres accionats mitjançant tiradors, que permeten el pas d'aire als uns o els altres jocs de llengüetes. Amb aquest sistema s'aconsegueixen produir sons diferents en timbre, altura o matís; a més de poder dividir el teclat en dues seccions. Alguns harmòniums compten fins i tot amb un registre que s'acciona amb els genolls i permet el pas d'aire per totes les llengüetes. D'aquesta manera s'arriben a simular còmodament dos i fins a tres teclats distints.
Com en el cas dels orgues espanyols antics, el teclat de l'harmònium està tallat pel mitjà en dues parts que permeten registrar de manera distinta la part de la mà esquerra o dreta. Durant el segle xix, els constructors van inventar nous sistemes d'accionament amb els genolls i els talons de l'intèrpret perquè aquest pugui fer efectes musicals sense deixar de tocar el teclat. Igual que amb un orgue, l'intèrpret pot tocar tres octaves amb una sola tecla gràcies a la registració.
En l'actualitat, la versió índia ha recorregut tothom, dins dels gèneres indostànics religiosos del Gazal, pakistanoindis del Qawali, i nordindis del Kirtan. Ha tingut un gran impacte també en el gènere musical denominat fusió.
A l'l'Índia va ser patentada la versió punjabi pel coronel anglès Sir Walter Smith en 1900.

## Acústica

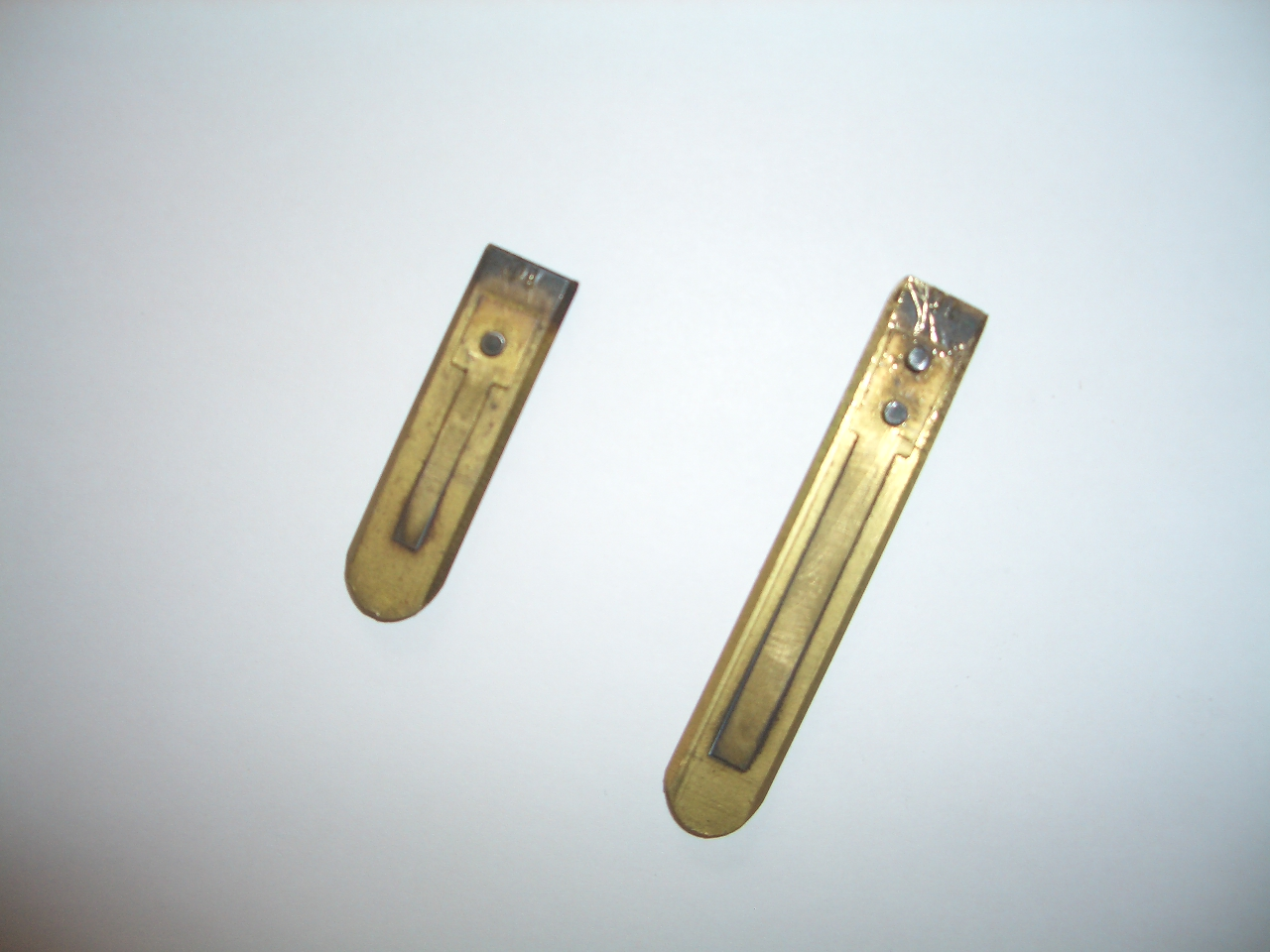
Dues llengüetes d'un òrgan de llengüetes Mason & Hamlin.

Els efectes acústics descrits a continuació són el resultat del mecanisme de llengüeta lliure. Per tant, són essencialment idèntics per als harmòniums occidentals i indis i l'òrgan de llengüetes.
En 1863, Hermann von Helmholtz va publicar la seva obra fundacional Die Lehre von den Tonempfindungen als physiologische Grundlage für die Theorie der Musik (Sensacions del to, abreujadament), per a la qual va utilitzar sovint l'harmònium amb la finalitat de provar diferents sistemes d'afinació:
"Entre els instruments musicals, l'harmònium, a causa del seu to uniformement sostingut, al caràcter penetrant de la seva qualitat de to i als seus sons de combinació tolerablement distingibles, és particularment sensible a les inexactituds de l'entonació. I com els seus vibradors també admeten una afinació delicada i duradora, em va semblar peculiarment adequat per als experiments sobre un sistema més perfecte de tons".
Utilitzant dos teclats i dos conjunts de registres afinats de manera diferent, va poder comparar simultàniament la afinació pitagòrica amb la entonació justa i amb el temperament igual i observar els graus d'inarmonicitat inherents als diferents temperaments. Va dividir l'octava en 28 tons, per a poder realitzar modulacions de 12 tonalitats menors i 17 majors en justa entonació sense entrar en la dura dissonància que és present amb la divisió de l'octava estàndard en aquesta afinació. Aquesta disposició era difícil de tocar. Es van utilitzar altres instruments modificats o nous amb finalitats experimentals i educatius; en particular, el teclat generalitzat de Bosanquet es va construir en 1873 per a utilitzar-ho amb una escala igualment temperada de 53 tons per octava. En la pràctica, aquest harmònium es va construir amb 84 tecles, per a facilitar la digitació. Un altre famós òrgan de llengüetes que va ser avaluat va ser construït per Poole.
Lord Rayleigh també va utilitzar l'harmònium per a idear un mètode de mesurament indirecte de la freqüència amb precisió, utilitzant intervals de temperament igual coneguts de manera aproximada i la seva batiment. L'harmònium tenia l'avantatge de proporcionar sobretons clars que permetien el recompte fiable dels batimientos per part de dos oients, un per nota. No obstant això, Rayleigh reconeixia que mantenir una pressió constant en la manxa és difícil i, com a conseqüència, es produeixen sovint fluctuacions en el to.

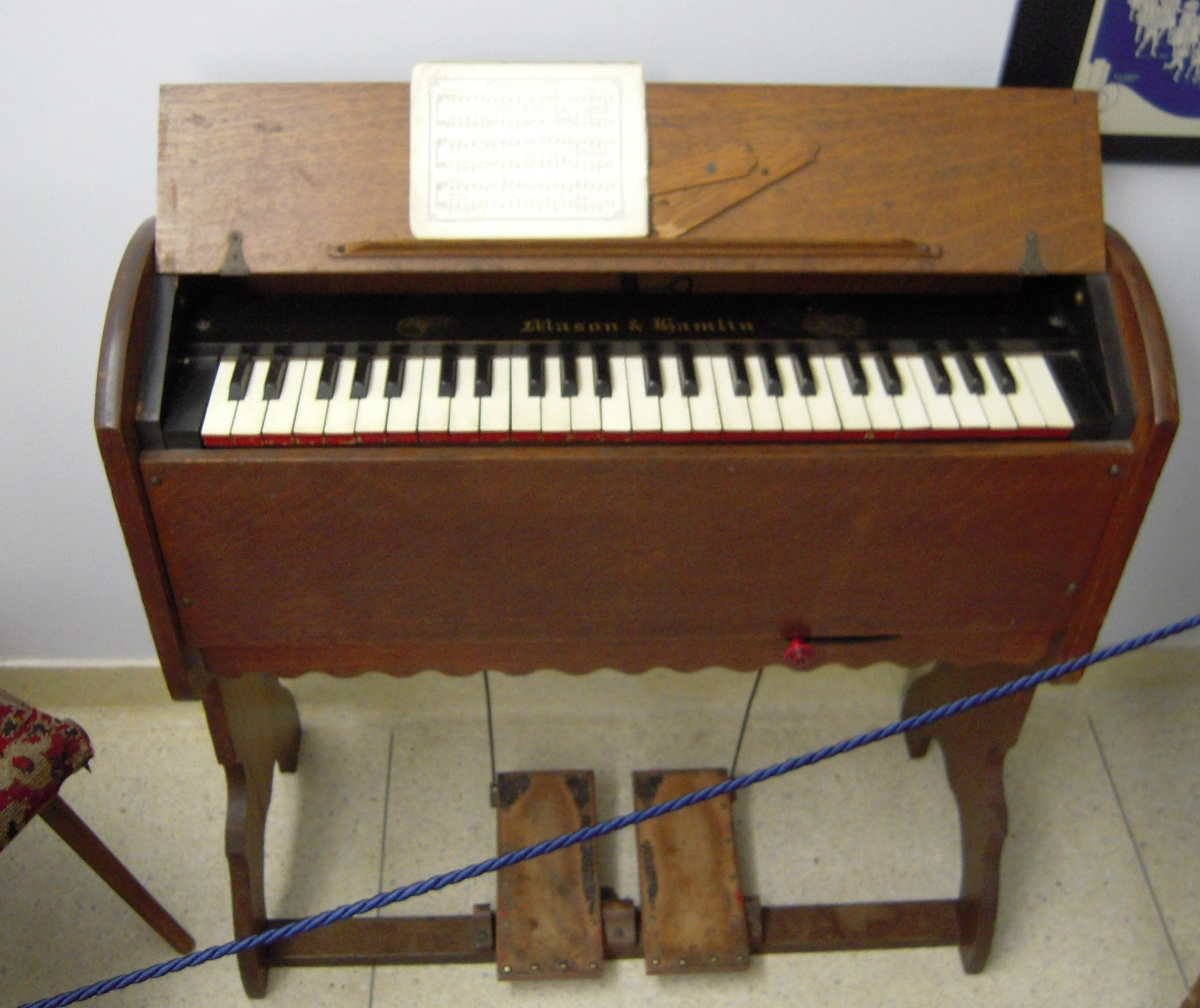
Òrgan de llengüetes portàtil de l'amb una fila de llengüetes.

En la generació dels seus tons, un òrgan de llengüetes és similar a un acordió o a una concertina, però no en la seva instal·lació, ja que un acordió se sosté amb les dues mans mentre que un òrgan de llengüetes sol col·locar-se en el sòl dins d'una carcassa de fusta (el que podria fer que es confongués amb un piano a primera vesteixi). Els òrgans de llengüeta funcionen amb manxes de pressió o de succió. Les manxes de pressió permeten un rang més ampli per a modificar el volum, depenent de si el pedaleig de les manxes és més ràpid o més lent. A Amèrica del Nord i el Regne Unit, un òrgan de llengüetes amb manxes de pressió es denomina harmònium, mentre que a Europa continental, qualsevol òrgan de llengüetes es denomina harmònium independentment de si té manxes de pressió o de succió. Com els òrgans de llengüeta amb manxes de pressió eren més difícils de produir i, per tant, més cars, els òrgans de llengüeta i els melodeones nord-americans i britànics solen utilitzar manxes de succió i funcionen al buit.
Les freqüències de l'òrgan Reed depenen de la pressió de bufat; la freqüència fonamental disminueix amb la pressió mitjana en comparació amb la baixa, però augmenta de nou a altes pressions en diversos hertzs per a les notes greus mesures. Els mesuraments de l'òrgan de la canya americà van mostrar una oscil·lació sinusoidal amb transicions de pressió brusques quan la canya es doblega per damunt i per sota del seu marc. La pròpia fonamental és gairebé la freqüència de ressonància mecànica de la canya. Els sobretons de l'instrument són harmònics de la fonamental, en lloc d'inharmònics, encara que també es va informar d'un feble sobretò inharmònic (6,27f). La freqüència fonamental prové d'un mode transversal, mentre que també es van mesurar modes transversals més febles i torsional. Qualsevol mode de torsió s'excita a causa d'una lleugera asimetria en la construcció de la canya. Durant l'atac, es va demostrar que la canya produeix amb més força la fonamental, juntament amb un segon mode transversal o torsional, que són transitoris.
Els patrons de radiació i els efectes d'acoblament entre la caixa de ressonància i les llengüetes en el timbre semblen no haver estat estudiats fins a la data.
La inusual física de la vibració de la llengüeta té un efecte directe en la interpretació de l'harmònium, ja que el control de la seva dinàmica en tocar és restringit i subtil. La llengüeta lliure de l'harmònium està reblada des d'un marc metàl·lic i està sotmesa al flux d'aire, que es bomba des de la manxa a través del dipòsit, empenyent la llengüeta i portant-la a la oscil·lació autoexcitada i a la producció de so en la direcció del flux d'aire. Aquesta particular aerodinàmica és no lineal en el sentit que la màxima amplitud de desplaçament en la qual pot vibrar la canya està limitada per les fluctuacions de les forces d'amortiment, de manera que la pressió sonora resultant és més aviat constant. A més, hi ha un llindar de pressió de bombament, per sota del qual la vibració de la canya és mínima. Dins d'aquests dos llindars, hi ha un creixement exponencial i decau en el temps de les amplituds de la canya.

## Repertori
L'harmònium va ser en part acceptat pels compositors europeus i americans de la música clàssica. També va ser utilitzat sovint en la música tradicional dels Apalatxes i al sud dels Estats Units.
Els harmòniums van tenir un paper significatiu en el ressorgiment de la música tradicional nòrdica, especialment a Finlàndia. A la fi dels anys 70, es trobava un harmònium a la majoria de les escoles on hi havia bandes, i es va fer natural que les bandes incloguessin un harmònium en la seva configuració. Una banda popular típica, particularment a Finlàndia occidental, consistia en violí, contrabaix i harmònium. Hi va haver una limitació pràctica que va impedir que l'acordió i l'harmònium sonessin en un mateix conjunt: els harmòniums estaven afinats a 438 Hz, mentre que l'afinació general estava a 442 Hz.
Alguns músics clau del ressorgiment de l'harmònium en el folk nòrdic han estat Tino Alakotila i Milla Vilajamaa.

### Música clàssica
El repertori d'harmònium inclou força peces escrites originalment per a orgue d'església, que igualment es poden interpretar amb harmònium, perquè utilitzen menys octaves i menys registres. Per exemple la Fantasia en do major per a orgue, BWV 570, de Bach, es pot tocar en un harmònium de quatre octaves.
- Alban Berg. Altenberg Lieder
- William Bergsma. Dances from a New England Album, 1856 per a orquestra. Inclou parts de melòdica (moviments I-III) i harmònium (moviment IV).
- William Bolcom. Songs of Innocence and of Experience per a orquestra, cors i solistes, inclou parts de melòdica, harmònica i harmònium.
- Anton Bruckner. Symphony no. 7, arranjament per a grup de cambra, fet per estudiants d'Arnold Schoenberg per a la Viennese Society for Private Musical Performances, instrumentada per a dos violins, viola, cello, baix, clarinet, trompa, piano a 4 mans i harmònium. La Viennese Society va tancar abans que pogués ser interpretat, i no va ser estrenat durant 60 anys.
- Frederic Clay. Ages Ago, una obra primerenca que té una part d'harmònium (llibret de W. S. Gilbert).
- Claude Debussy. Prélude à l'après-midi d'un faune, en un arranjament per a cambra d'Arnold Schoenberg.
- Antonín Dvořák. Five Bagatelles per dos violins, cello i harmònium, Op. 47 (B.79).
- Edward Elgar. Sospiri, Adagio for String Orchestra, Op. 70 (instrumentat per a arpa o piano o harmònium o orgue). Vesper Preludes.
- César Franck. El conjunt de peces conegudes popularment com L'Organiste (1889–1890) actualment estan escrites per harmònium, algunes peces amb acompanyament de piano.
- Alexandre Guilmant, autor de molts duos per a piano i harmònium, inclosos:
  - Symphonie tirée de la Symphonie-Cantate "Ariane" (Op. 53)
  - Pastorale A-Dur (Op. 26)
  - Finale alla Schumann sur un noël languedocien (Op. 83)
- Paul Hindemith. Hin und zurück, un esbós operístic que utilitza un harmònium per a la música escènica.
- Sigfrid Karg-Elert. Diverses obres per a harmònium sol.
- Kronos Quartet. Early Music, un àlbum on apareix un harmònium a moltes de les peces.
- Henri Letocart (1866–1945). 25 Pièces pour harmonium, Premier cahier.
- Franz Liszt. Symphonie zu Dantes Divina Commedia, Movement II: Purgatorio
- Gustav Mahler. Symphony No. 8
- George Frederick McKay. Sonata for Clarinet and Harmonium (1929) (també adaptable a piano o violí)
- Martijn Padding. First Harmonium Concerto (2008) per harmònium i conjunt
- Gioachino Rossini. Petite messe solennelle està instrumentada per a 12 veus, dos pianos i harmònium.
- Camille Saint-Saëns. The Barcarolle, Op. 108 està instrumentada per piano, harmònium, violí i violoncel.
- Arnold Schoenberg
  - Herzgewächse, Op. 20, per soprano, celesta, arpa i harmònium.
  - Weihnachtsmusik, per dos violins, violoncel, harmònium i piano.
- Franz Schreker. Chamber Symphony
- Richard Strauss. Ariadne auf Naxos, òpera (llibret d'Hugo von Hofmannsthal) que utilitza l'harmònium en l'orquestració de cadascuna de les versions.[18] Requereix un instrument amb molts registres, que estan especificats a la partitura.
- Louis Vierne. 24 Pièces en style libre pour organ ou harmonium, Op. 31 (1913)
- Alexander Zemlinsky
  - Six Maeterlinck Songs
  - Lyric Symphony